# Idiops bonapartei
Espèce
Idiops bonapartei est une espèce d'araignées mygalomorphes de la famille des Idiopidae.

## Distribution
Cette espèce est endémique du Suriname.

## Description
La femelle subadulte holotype mesure 14 mm.

## Étymologie
Cette espèce est nommée en l'honneur de Roland Bonaparte.

## Publication originale
- Hasselt, 1888 : « Araneae exoticae quas collegit, pro Museo Lugdunensi, Dr H. Ten Kate Jr. in Guyanâ Hollandicâ (Suriname). » Tijdschrift voor entomologie, vol. 31, p. 165-200 (texte intégral).